# Wyprawy Corwina
Wyprawy Corwina (ang. Corwin's Quest, 2005) – emitowany na Animal Planet amerykański program popularnonaukowy, prowadzony przez Jeffa Corwina, amerykańskiego przyrodnika i ekologa. Opowiada on o dzikich zwierzętach i ich ekstremalnych zdolnościach przetrwania. Ten swego rodzaju show jest podobny do programu Łowca krokodyli, prowadzonego przez Steve'a Irwina. Muzykę do programu skomponował Rich Stubbings.

## Odcinki

### Sezon 1
| Numer odcinka | Angielski tytuł         | Polski tytuł             | Zdolność zwierząt badana przez Jeffa |
| ------------- | ----------------------- | ------------------------ | ------------------------------------ |
| 1             | The Alligator's Bellow  | Ryk aligatora            | Dźwięk                               |
| 2             | The Camel's Hump        | Garb wielbłąda           | Skrajności                           |
| 3             | The Bear's Hunger       | Głód niedźwiedzia        | Odżywianie się                       |
| 4             | The Corcodile's Element | Element krokodyla        | Przemieszczanie się                  |
| 5             | The Chimp's Politics    | Polityka szympansa       | Praca zespołowa                      |
| 6             | The Sardine's Run       | Trasa sardynki           | Obrona                               |
| 7             | The Elephant's Trunk    | Trąba słonia             | Węch                                 |
| 8             | The Blue Whale's Tail   | Ogon płetwala błękitnego | Olbrzymy                             |
| 9             | The Eagle's View        | Widok orła               | Wzrok                                |
| 10            | The Lion's Pounce       | Pazur lwa                | Łowiectwo                            |
| 11            | The Puma's Prowess      | Zręczność pumy           | Przetrwanie                          |
| 12            | The Falcon's Swoop      | Pikowanie sokoła         | Prędkość                             |
| 13            | The Shark's Jaws        | Szczęki rekina           | Atak                                 |